# Sørfold
Sørfold là một đô thị hạt Nordland, Na Uy. Nó là một phần của khu vực truyền thống Salten. Trung tâm hành chính của đô thị này là làng Straumen. Các đô thị cũ của Folden được chia thành Sørfold và Nordfold-Kjerringøy ngày 1 tháng 1 năm 1887.
Đô thị này được đặt tên theo các vịnh hẹp Folda (tiếng Norse cổ: Gấp). Phần bên trong của vịnh hẹp được chia thành hai cánh tay Nordfolda ("các Folda phía bắc") và Sørfolda ("các Folda phía Nam"). Ý nghĩa của tên vịnh hẹp là chưa biết (có thể là "một trong những rộng").